# Kvívíkar kirkja
Kvívíkar kirkja er en kirke på Færøerne i Kvívík på Streymoy, hjemmehørende i Færøernes folkekirke. Den er opført i 1903 (indviet 13/12), og afløste en traditionel færøsk kirke fra 1838, bygget af bræddeklædt tømmer og græstag. 
Kirken er opført af pudset sten med tag af bølgeblik med en tagrytter med pyramidetag mod vest. Indgangen er i vestenden og alle vinduer er spidsbuede. Murene er hvidtede mens soklen står i blank sten. 
Indvendig har kirken tøndehvælv, malet blåt med guldstjerner. I kirken er der et pulpitur mens kordelen er udskilt fra kirkerummet af et udskåret korgitter (dele heraf skulle stamme fra den gamle kirke). I et blåmalet spidsbuefelt hænger et forgyldt krucifiks. Døbefonten er ottekantet og er af træ. Kirkesølvet er fra 1700-tallet. Pengebøsen er en model af kirken. Kirken har et pibeorgel fra 1959. Klokken er fra kirkens opførelse og er uden skrift. På den vestlige væg ses Christians d. IXs monogram samt et kors.